# Cantonul Villecresnes
Cantonul Villecresnes este un canton din arondismentul Créteil, departamentul Val-de-Marne, regiunea Île-de-France, Franța.

## Comune
| Comune            | Populație (1999) | Cod poștal | Cod INSEE |
| ----------------- | ---------------- | ---------- | --------- |
| Mandres-les-Roses | 4 117            | 94 520     | 94 047    |
| Marolles-en-Brie  | 5 191            | 94 440     | 94 048    |
| Périgny           | 2 020            | 94 520     | 94 056    |
| Santeny           | 3 740            | 94 440     | 94 070    |
| Villecresnes      | 8 361            | 94 440     | 94 075    |